# Mignéville
Mignéville ist eine französische Gemeinde mit 173 Einwohnern (Stand 1. Januar 2022) im Département Meurthe-et-Moselle in der Region Grand Est (vor 2016 Lothringen). Sie gehört zum Arrondissement Lunéville und zum Kanton Baccarat. Die Bewohner nennen sich Mignévillois(es).

## Geografie
Die Gemeinde liegt etwa 47 Kilometer südöstlich von Nancy im Südosten des Départements Meurthe-et-Moselle in einer Ebene am Fluss Blette. Nachbargemeinden sind Domèvre-sur-Vezouze im Norden, Ancerviller im Osten, Montigny im Südosten, Reherrey im Südwesten, Vaxainville und Pettonville im Westen sowie Herbéviller im Nordwesten.

## Geschichte
Die heutige Gemeinde wurde 1152 unter dem Namen Magnervilla erstmals in einem Dokument der Abtei Senones erwähnt. Mignéville unterstand der Vogtei Vic und gehörte historisch zur Provinz Trois-Évêchés (Drei Bistümer), die faktisch 1552 an Frankreich fiel. Bis zur Französischen Revolution lag die Gemeinde dann im Grand-gouvernement de Lorraine-et-Barrois. In den beiden Weltkriegen kam es zu Zerstörungen. Im Ersten Weltkrieg lag die Gemeinde ab August 1914 an der Frontlinie. Von 1793 bis 1801 war die Gemeinde dem Distrikt Blâmont zugeteilt. Von 1793 bis 1801 war Mignéville Teil des Kantons Ogeviller (Ogéviller). Von 1801 bis 2015 war die Gemeinde in den Kanton Blâmont eingegliedert. Seit 1801 ist sie dem Arrondissement Lunéville zugeordnet. Die Gemeinde lag bis 1871 im alten Département Meurthe.

## Bevölkerungsentwicklung
| Jahr                       | 1962 | 1968 | 1975 | 1982 | 1990 | 1999 | 2007 | 2019 |
| Einwohner                  | 206  | 184  | 147  | 122  | 157  | 179  | 169  | 175  |
| Quellen: Cassini und INSEE |      |      |      |      |      |      |      |      |

## Verkehr
Der nächstgelegene Bahnhalt liegt mehrere Kilometer entfernt in Azerailles an der Bahnstrecke von Lunéville nach Saint-Dié-des-Vosges. Mehrere Kilometer nördlich der Gemeinde führt die N4 vorbei. Der nächstgelegene Anschluss ist in Bénaménil. Für den regionalen Verkehr ist die D165 wichtig, die durch das Dorf führt.

## Sehenswürdigkeiten
- Häuser aus dem 18. und 19. Jahrhundert
- Dorfkirche Saint-Georges; nach dem Ersten Weltkrieg wiederaufgebaut
- Denkmal und Gedenkplatte für die Gefallenen[1][2]
- die beiden Statuen vor der Dorfkirche
- Wegkreuz an der Grande Rue
- Brücke über die Blette

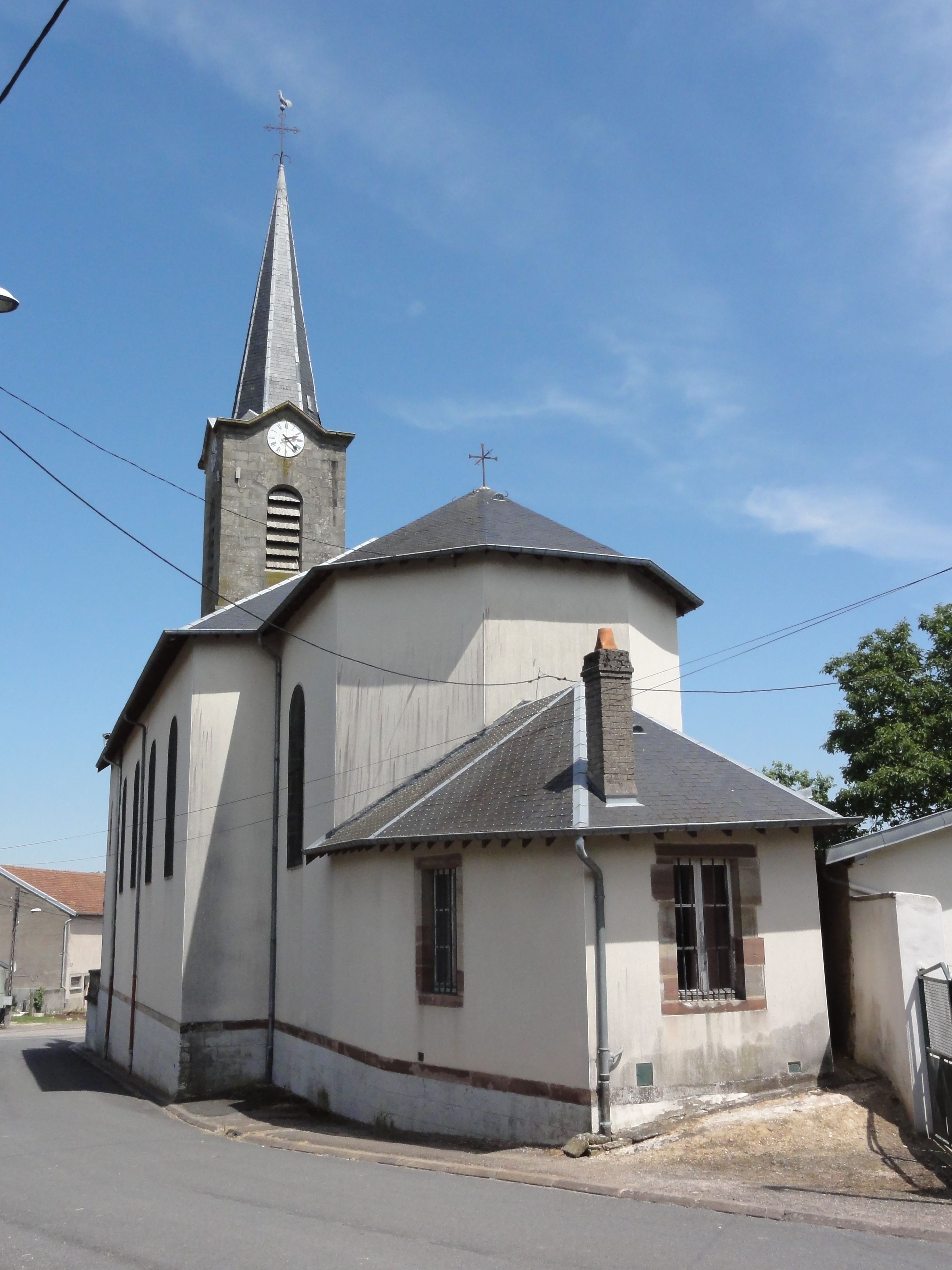
Dorfkirche Saint-Georges
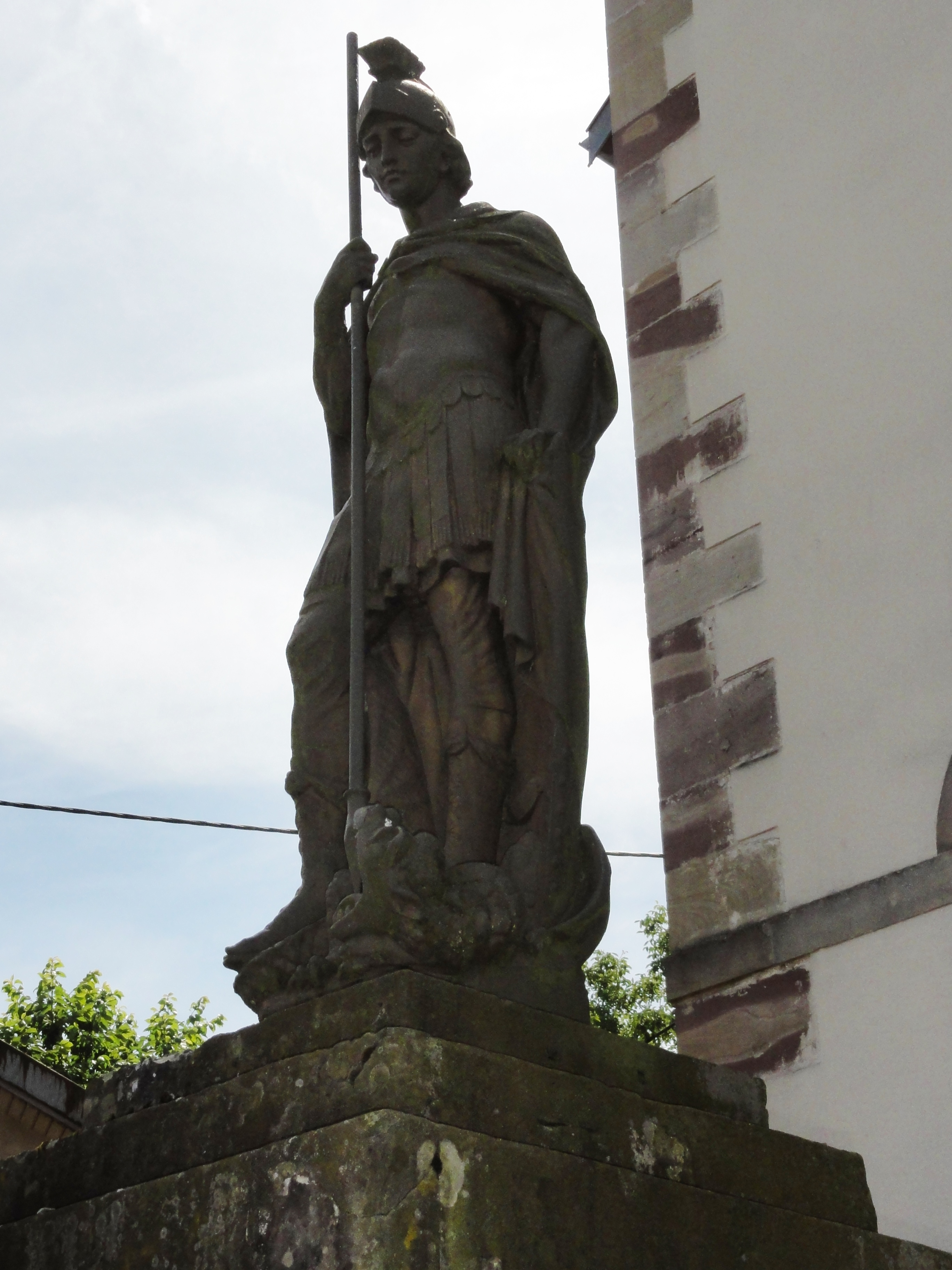
Statue von Sankt Georg vor der Kirche
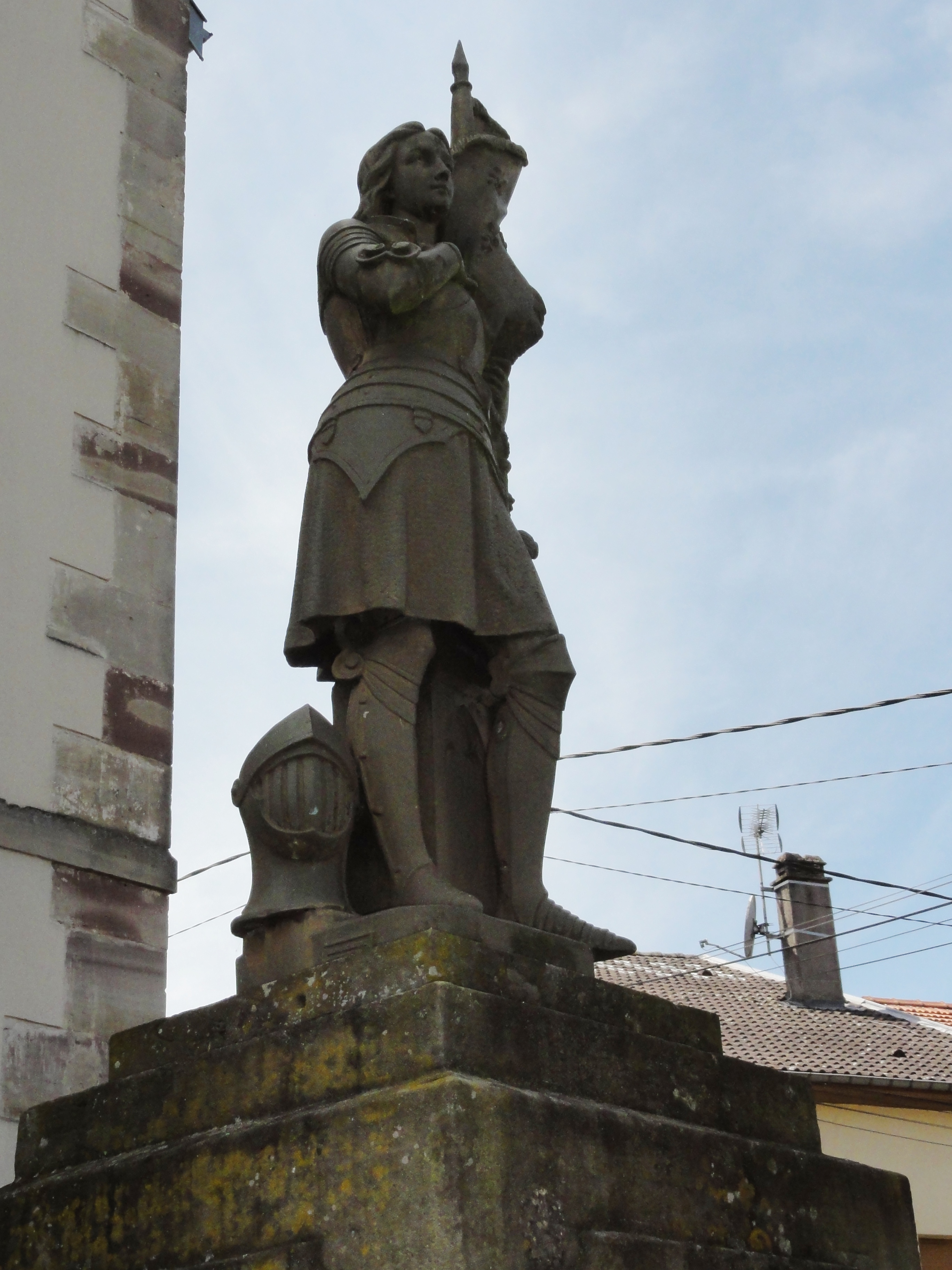
Statue vor der Kirche
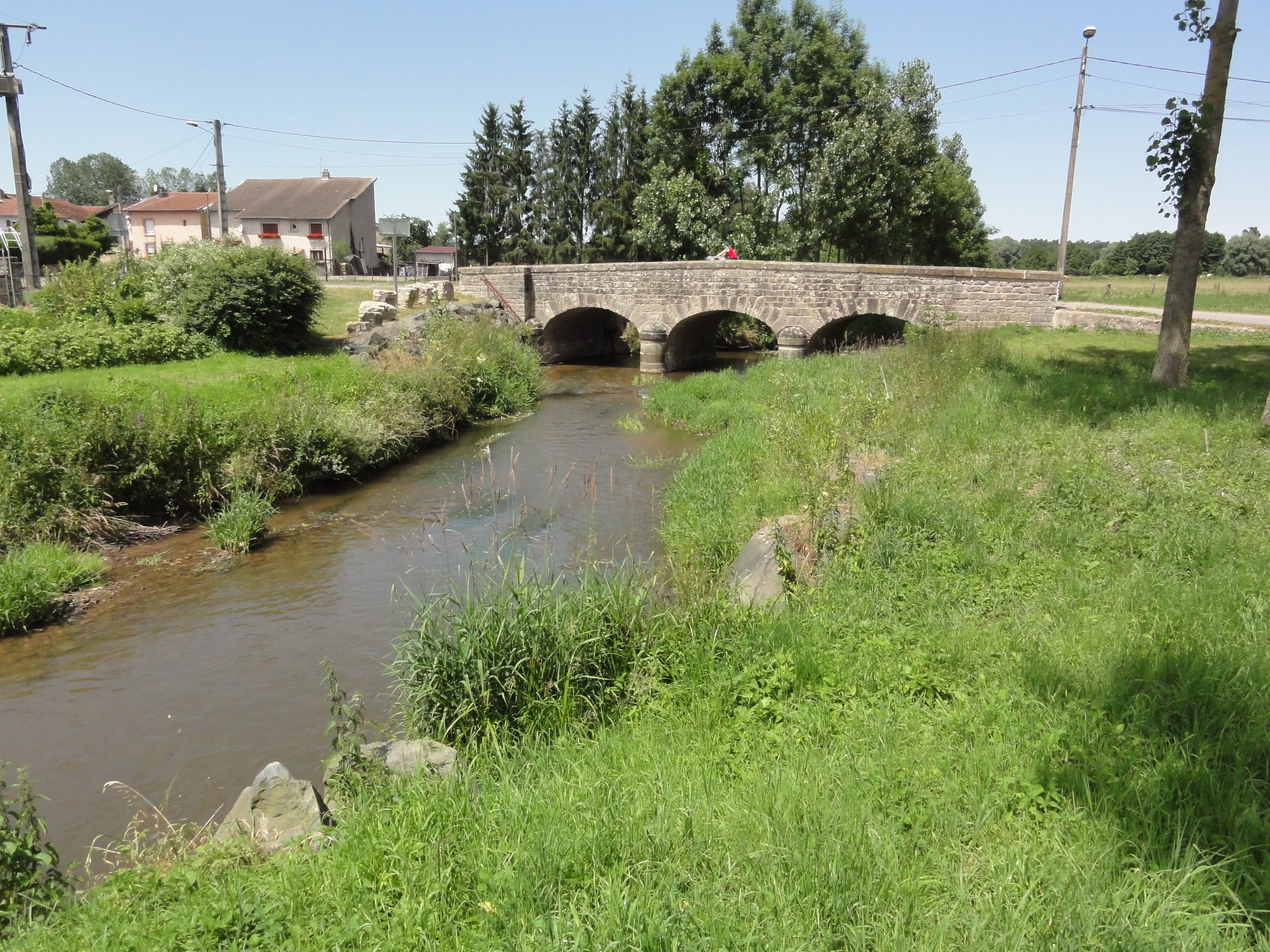
Brücke über die Blette